# Logan Burn
Logan Burn är ett vattendrag i Storbritannien. Det ligger i riksdelen Skottland, i den centrala delen av landet, 500 km norr om huvudstaden London.